# Hybomitra pulchriventris
Hybomitra pulchriventris är en tvåvingeart som först beskrevs av Josef Aloizievitsch Portschinsky 1887.  Hybomitra pulchriventris ingår i släktet Hybomitra och familjen bromsar. Inga underarter finns listade i Catalogue of Life.